# Calolampra malaisei
Calolampra malaisei är en kackerlacksart som beskrevs av Karlis Princis 1950. Calolampra malaisei ingår i släktet Calolampra och familjen jättekackerlackor. Inga underarter finns listade.